# Клебер Лауде Піньєйро
Не плутати з іншими особами, відомими під іменем Клебер
Клебер Лауде Піньєйро (порт. Kléber Laude Pinheiro, нар. 2 травня 1990, Естансія-Велья) — бразильський футболіст, нападник клубу «Порту» та національну збірну Бразилії. На умовах оренди грає за «Ешторіл Прая».

## Клубна кар'єра
Народився 2 травня 1990 року в місті Естансія-Велья. Вихованець футбольної школи клубу «Атлетіку Мінейру». 
Дорослу футбольну кар'єру розпочав 2009 року в основній команді того ж клубу, в якій взяв участь лише у 4 матчах чемпіонату.
Своєю грою за цю команду привернув увагу представників тренерського штабу клубу «Марітіму», до складу якого приєднався на правах оренди влітку 2009 року. Відіграв за клуб з Фуншала наступні два сезони своєї ігрової кар'єри. У складі «Марітіму» був одним з головних бомбардирів команди, маючи середню результативність на рівні 0,39 голу за гру першості.
До складу клубу «Порту» приєднався 4 липня 2011 року за 2,3 млн євро, підписавши п'ятирічний контракт. Він забив п'ять голів у п'яти матчах перед початком сезону команди, і три в перших семи офіційних іграх, в тому числі і в матчі Ліги чемпіонів проти донецького «Шахтаря» (2-1). Наразі встиг відіграти за клуб з Порту 26 матчів в національному чемпіонаті.
Частину 2013 року провів на батьківщині, де на умовах оренди грав за «Палмейрас». 2014 року був орендований португальським «Ешторіл Прая».

## Виступи за збірну
20 листопада 2011 року дебютував в офіційних матчах у складі національної збірної Бразилії в товариському матчі проти збірної Габону. Наразі провів у формі головної команди країни 2 матчі.

## Титули і досягнення
- Чемпіон Португалії (1):

«Порту»: 2011-12
- Володар  суперкубка Португалії (2):

«Порту»: 2011, 2012
- Переможець Суперкласіко де лас Амерікас: 2011